# Curtains (Tindersticks)
Curtains è il terzo album in studio del gruppo musicale britannico Tindersticks, pubblicato nel 1997 dall'etichetta discografica This Way Up.

## Tracce
1. Another Night In – 5:11
2. Rented Rooms – 5:12
3. Don't Look Down – 4:18
4. Dick's Slow Song – 4:09
5. Fast One – 1:52
6. Ballad of Tindersticks – 7:37
7. Dancing – 2:56
8. Let's Pretend – 3:21
9. Desperate Man – 3:21
10. Buried Bones – 4:03
11. Bearsuit – 2:11
12. (Tonight) Are You Trying to Fall in Love Again – 3:07
13. I Was Your Man – 3:39
14. Bathtime – 4:03
15. Walking – 5:25